# Mas Marquès
El Mas Marquès és una masia de Tarragona protegida com a Bé Cultural d'Interès Local.

## Descripció
Estructura típica de mas, amb superposició d'èpoques i d'estils. Restaurat darrerament de forma discreta, conserva totalment el seu caràcter.
El conjunt s'estructura al voltant d'un pati tancat. En destaca una torre de planta quadrangular, que sembla l'element més antic del conjunt, possiblement del segle xvi o XVII. La part del mas situada al nord i nord-est també podria datar de l'època.
Tot el mas és arrebossat. En destaquen les pedres cantoneres de la torre, que consta de planta baixa i tres pisos, i és coberta amb teulada.
La tanca del pati duu la data 1855.